# 진부
진부, 견부(甄阜, ? ~ 23년 2월 10일)는 중국 전한과 신나라의 관료다. 부교위, 전수대부(한나라 식으로는 남양태수)를 역임했으며, 녹림군의 장군 유연과 싸워 패사했다.

## 생애
전한 평제 시기, 흉노가 전한 서역도호부에 원한을 품고 투항한 거사후왕과 거호래왕을 돌려보내도록 명하는 사절단에서 중랑장 한륭(韓隆)·왕창(王昌) 다음 부교위로 참여했다. 이후 전한과 흉노가 계속 교섭하여 중국인·오손인·중국의 인수를 받은 서역인·오환인이 흉노에 투항하면 받지 못하게 했고, 이 4개조를 흉노에 전하는 사절단에서 또 중랑장 왕준·왕창 다음 부교위로 참여했다. 시건국 원년(9년), 신나라가 창건되고서 흉노에 오위장 왕준 다음으로 사절단으로 갔는데, 이 사절단의 임무는 흉노에게 주는 인장의 격을 새(璽)에서 장(章)으로 낮추는 것이었다.
이후 전수대부가 되었는데, 지황 3년(22년) 11월, 전수군에서 전한의 종실인 유연이 반란을 일으켰다. 전수군의 저명한 씨족 이씨 가문의 이통이 유연에 가담하자, 이를 왕망에게 보고했다. 마침 장안에서는 이통의 아버지 이수(李守)가 아들의 반신 활동을 자수했는데, 이를 들은 왕망은 분노해 이수를 죽였고, 전수군에서도 이통의 형제들과 문중 64명을 죽이고 그 시체를 전수군 치소가 있는 완현의 시장에서 불태웠다. 유연은 녹림군 중 신시병과 평림병을 끌어들여, 장취(長聚)·당자향(唐子鄕)을 도륙하고 호양위(湖陽尉)를 죽이고 극양(棘陽)현을 함락했으며 완까지 공격하려 들었다. 극양현장 대행 잠팽이 일가족을 거느리고 달아나 오자, 극양을 지키지 못한 것에 분노해 잠팽의 어머니와 아내를 구금하고 공적으로 보상하게 했다. 전수속정 양구사(梁丘賜)와 함께 소장안취(小長安聚)에서 녹림군과 싸웠는데, 안개가 짙은 틈을 타 녹림군을 크게 무찔렀다. 유연의 동생 유중·누나 유원과 그의 세 딸을 추격해 살해했고, 그 외에도 유지의 처자와 유가의 처자 등 유연의 일족 수십 명을 죽였다.
유연이 물러나 극양을 지키자, 승세를 타서 치중을 남양군 비양현 남(藍)향에 두고 정병 10만을 거느리고 황순수(黃淳水)를 건너 비수(沘水)에 이르렀다. 그 두 강 사이에 영채를 세우고 다리를 끊어 물러날 생각이 없음을 보였다. 유연은 돌아가려는 신시병과 평림병을 회유하고 다른 녹림군의 일파인 하강병까지 끌어들여, 사흘을 쉰 후 군을 6부로 나누어 밤중에 기습을 해, 신나라 군은 남향에 둔 치중들을 모조리 빼앗겼다. 다음날, 유연의 한군이 남서쪽에서 공격해 오고, 하강병은 남동쪽에서 양구사를 공격해 오니, 밥 먹을 때 즈음에 둘 다 군대가 무너져 내려 흩어져 달아났으나 추격이 거세 목이 잘리고 물에 빠져 죽은 이가 2만여 명에 이르렀다. 진부도 양구사와 함께 목이 잘렸다. 지황 4년(23년) 정월 임자일 초하루(그레고리력으로는 23년 2월 10일)의 일이었다.